# نووسعیدوو
نووسعیدوو (انگلیسی: Novosaitovo) یک شهرک در شهرستان ایشیمبایسکی استان باشقیرستان کشور روسیه است.